# インソン
インソン（朝: 김인성 、中: 金仁性、英: Kim Insung、1993年７月12日 - ）は、韓国の歌手、舞台俳優である。
男性アイドルグループ「SF9」のメンバーでもある。FNCエンターテインメント所属。MBTIは、ENFJ

## 来歴
ソウル特別市城北区出身。
2016年
- FNC新人育成システムNEOZダンスチーム第1期として公開[2]。
- 2016年10月にFNCエンターテインメントから「SF9」のメンバーとしてデビューした。

2018年
- tvN「脳セク時代－問題的男」（以下「脳セク時代」）で行われた「2018 問題的インターン選抜戦」で、速い頭の回転とバラエティーセンスを見せ、5分の1の競争率を勝ち抜いて最終インターンに選ばれた[3]。

2019年
- 韓国で2月3日に放送された「미스터리 음악쇼 복면가왕（覆面歌王）」で“ジョン・レノン”として出演、パヴァロッティと歌唱力で対決を繰り広げた。第1ラウンドで脱落したが、番組内で歌唱力の高さを視聴者に向けて証明した[4]。
- 胸骨を負傷し、FNCがコンサート不参加を発表[5]。

2020年
- KBS 2TV旅行設計バラエティ「バトルトリップ」にSF9のインソン、ダウォン、チャニがデビューした頃に着ていたピンク色の団体パーカーを着た姿で旅に参加、同じグループのロウンが特別ゲストとして出演する[6]。
- ケーブルチャンネルMBC every1「大韓外国人」には、魔術師チェ・ヒョヌ、お笑い芸人ホン・ユンファ、SF9 インソンが出演してクイズ対決を繰り広げた[7]。

- 8月から初放送される「ドッコ・ビンはアップデート中」にキャスティングされた。何もかもが下手だが可愛い大学生ハ・ドクホ（インソン扮）と、完璧だけど誰よりも温かい心を持っている人工知能ロボットのドッコ・ビン（フィヨン）の本格友情コメディドラマ[8]。
- 京畿道（キョンギド）高陽（コヤン）市一山（イルサン）MBCドリームセンターで行われたMBC every1のバラエティ番組「大韓外国人」の収録に参加した[9]。
- ミュージカル「その日々」に出演決定。故キム・グァンソクさんが歌った名曲で構成されたジュークボックスミュージカルで、デビュー後初の挑戦に期待高まる[10]。
- SF9 インソン＆フィヨンら出演、ウェブドラマ「ドッコ・ビンはアップデート中」劇場版が12月25日（金）より日本公開決定[11]。
- 青少年のための文化芸術教育支援の重要性を知らせるために制作された映像でナレーションに参加した。この映像報告書は、LOVE FNCのYouTubeチャンネルとSNSで確認できる[12]。

2021年
- 4月27日、個人インスタを開設。初投稿に関心が集中した[13]。
- 「イェ・グリーン・ミュージカル・アワード」で4部門、「韓国ミュージカル・アワード」で4部門を受賞した「レッドブック」に弁護士ブラウンとして出演[14]。
- SF9の“兄ライン（年齢が上のメンバー）”であるヨンビン＆インソン＆ジェユンが夏のスペシャルグラビアを公開[15]。
- WATCHAオリジナル音楽バラエティ番組「Double Trouble」に出演。男女アイドル10人が「Double Trouble」の座をめぐって繰り広げる、音楽競演番組[16]。
- 「ヒョソンの夢見るラジオ」スペシャルDJに抜擢。DJヒョソンがスケジュール上の都合により番組を欠席するため、11月18日と21日にスペシャルDJを務める[17]。
- 韓国を代表するミュージカル「ジャック・ザ・リッパー」に出演。1888年ロンドンで実際に起こった未解決連続殺人事件を扱ったミステリー作品で、インソンは疑い深い性格だが愛する女性のために殺人鬼ジャックと危険な取引をする外科医ダニエル役を演じる[18]。

2022年
- KBSで行われるKBS 2TV「不朽の名曲」の収録に参加し、多彩なポーズで挨拶をした[19]。
- マガジン「Noblesse MEN」で、インソン＆ダウォンが華やかなビジュアルのグラビアを公開した[20]。
- 劇場型ラジオ「ONAIR」に出演。前回の公演を好きな時間に観覧できるようにした「Delay Viewing」も、3月までMeta Theaterで上映される予定[21]。
- SF9グループ初の入隊を発表。3月21日に軍楽隊で服務予定[22]。
- 京畿道（キョンギド）高陽（コヤン）市一山東区（イルサンドング）獐項洞（チャンハンドン）ピッマル放送支援センターで行われるU+アイドルLiveオリジナルコンテンツ「アドルラスクール-ホームカミングデー」の収録に参加するため放送局へ向かった[23]。
- 3月21日論山（ノンサン）訓練所に入所し、基礎軍事訓練を受けた後、軍楽隊で服務する予定だ。フィヨン、ジュホ、ジェユン、テヤンは訓練所まで同行し、インソンの軍服務を応援した[24]。
- WATCHAオリジナル音楽バラエティ「ダブルトラブル」は、4月21日よりWATCHAで独占配信開始。既に韓国では昨年12月から配信されており、SNSで日本ファンから「ダブルトラブル良すぎる」「面白い！」「日本でも観られるようにしてほしい！」など期待と注目が集まっていた[25]。
- 韓国陸軍創作ミュージカル「ブルーヘルメット:メイサの歌」全国ツアーに参加。内戦中の仮想の国カムルに派兵されたUN平和維持軍カオン部隊員を通じて多様な韓国文化に接しながら育った青年「ラマン」が、K-POPスターの夢を抱いて韓国で生き、自身の恩人でもあり心の支えだった「メイサ」を探し訪ねるという内容で、夢と希望、友情を歌う和やかで心温まる作品である[26]。

2023年
- 9月20日軍服務を終えて除隊する。ソウル・オリンピック公園オリンピックホールにてファンコンサート「2023 SF9 FAN-CON ONE DAY PROJECT OF9 -unlock FANDORA- in Seoul」を開催する。ファンコンサートには軍服務中のジェユンを除いて、除隊したインソンとヨンビンが合流し、7人のメンバーが参加する見通し[27]。

2024年
- 9月17日午後、ソウル高尺（コチョク）スカイドームで「2024 新韓 SOL BANK KBOリーグ」キウムヒーローズ対KTウィズの試合が行われ、SF9のインソンが始球式に登場した[28]。

## カバー曲
メインボーカルを担当しており、SF9公式YouTubeチャンネル等にてカバー曲を披露している。
| 日付       | タイトル（原曲者）                          | 備考           |
| ---------- | ------------------------------------------- | -------------- |
| 2019.12.18 | 시든 꽃에 물을 주듯 (パクへウォン)          | ｗith ジェユン |
| 2020.03.26 | 인형 (イジフン、シンヘソン)                 |                |
| 2020.05.30 | 예뻤어(DAY6)                                |                |
| 2020.06.04 | 爱的就是你(Leehom Wang)                     |                |
| 2020.09.14 | 너를 사랑하고 있어(ベクヒョン)              |                |
| 2020.11.19 | 과거 현재 미래(CNBLUE)                      | ｗith ジェユン |
| 2021.02.20 | 늦은 밤 너의 집 앞 골목길에서(ノウル)       |                |
| 2021.08.21 | 다시 사랑할 수 있을까(ペクジヨン、イホンギ) |                |
| 2022.04.13 | 같은 곳에서(Girls On Top)                   |                |
| 2022.08.11 | Square(ペクイェリン)                        |                |
| 2022.10.19 | 어른(Sondi)                                 |                |
| 2023.01.29 | Love In The Ice(東方神起)                   |                |
| 2024.07.20 | Drowning(WOODZ)                             |                |
| 2024.07.27 | Love me or Leave me(DAY6)                   |                |
| 2024.08.03 | 첫 만남은 계획대로 되지 않아(TWS)           |                |
| 2024.08.10 | べテルギウス（優里)                         |                |
| 2024.10.11 | 아직 거기 살아(DAY6)                        |                |

## ドラマ
| 年度   | タイトル                                                             | 役名                          | 補足                            |
| ------ | -------------------------------------------------------------------- | ----------------------------- | ------------------------------- |
| 2016年 | 20세기 소년소녀 （2度目のファースト・ラブ、 20世紀少年少女（原題）） | 공지원 （コン・ジウォン子役） | コン・ジウォンの 子役として出演 |
| 2020年 | 독고빈은 업뎃중 （ドッコ・ビンはアップデート中）                     | 하덕호 （ハ・ドッコ）         | [ 30 ]                          |
| 2022年 | 두 명의 우주 （2人のウジュ）                                         | 신우주 （シン・ウジュ）       | [ 31 ]                          |

## ミュージカル
| 公演期間                | タイトル                                            | 役名                           | 公演会場                                                                                                 |
| ----------------------- | --------------------------------------------------- | ------------------------------ | --- |
| 2020.11.03- 2021.03.07  | 그날들 （その日々）                                 | 강무영 （カンムヨン）          | 忠武（チュンム）アートセンター大劇場                                                                     |
| 2021.06.08- 2021.08. 25 | 레드북 (レッドブック)                               | 브라운 （ブラウン）            | 弘益（ホンイク）大学路（テハンノ）アートセンター大劇場                                                   |
| 2021.12.03- 2022.02. 05 | 잭 더 리퍼 (ジャック・ザ・リッパー)                 | 다니엘 （ダニエル）            | ソウル・ハンジョンアートセンター                                                                         |
| 2022.02.05- 2022.02.13  | 뮤지컬 온에어 （ミュージカル オンエア）             | DJ                             | イエス24ステージ２館                                                                                     |
| 2022.02.27              | 잭 더 리퍼 (ジャック・ザ・リッパー)                 | 다니엘 （ダニエル）            | 釜山ドリームシアター                                                                                     |
| 2022.08.05- 2022.08.28  | 메이사의 노래 (ブルーヘルメット：メイサの歌)        | 윤선호 （ユン・ソンホ）        | 08.05-08.07全州（チョンジュ） 08.13-08.14城南（ソンナム） 08.20-21大邱（テグ） 08.27-08.28高陽（コヤン） |
| 2023.12.15- 2024.02.25  | 겨울나그네 (冬の旅人)                               | 한민우 （ハン・ミヌ）          | 韓電アートセンター                                                                                       |
| 2024.03.08- 2024.03.24  | 다윈 영의 악의 기원 （ダーウィン・ヤング 悪の起源） | 다윈 영 （ダーウィン・ヤング） | 芸術の殿堂 CJトウォル劇場                                                                                |
| 2024.06.11- 2024.09.01  | 에밀 （エミール）                                   | 클로드 （クロード）            | YES24 ステージ3館                                                                                        |